# Павельсько
Па́вельсько (болг. Павелско) — село в Смолянській області Болгарії. Входить до складу общини Чепеларе.

## Населення
За даними перепису населення 2011 року у селі проживали 663 особи, з них 647 осіб (99,7%) — болгари.
Розподіл населення за віком у 2011 році:
Динаміка населення: